# D.B. Sweeney
D.B. Sweeney, egentligen Daniel Bernard Sweeney, född 14 november 1961 i Shoreham i Suffolk County, New York, är en amerikansk skådespelare.

## Filmografi (urval)
- 1987 – Biltjuvarna
- 1987 – Det sista slagfältet
- 1988 – De svek Amerika
- 1989 – Den långa färden (TV-serie)
- 1990 – Memphis Belle
- 1992 – Kärlek på hal is
- 1992 – Sista natten
- 1994 – Röster från andra sidan graven (TV-serie) (1 avsnitt)
- 1997 – Spawn
- 1999 – På spaning i New York (TV-serie) (1 avsnitt)
- 2000 – After Sex
- 2000 – Dinosaurier (röst)
- 2000–2001 – Once and Again (TV-serie) (3 avsnitt)
- 2003 – Björnbröder (röst)
- 2003 – CSI: Miami (TV-serie) (1 avsnitt)
- 2004 – CSI: Crime Scene Investigation (TV-serie) (1 avsnitt)
- 2004–2005 – Life As We Know It (TV-serie) (13 avsnitt)
- 2004 – Speak
- 2006 – House (TV-serie) (1 avsnitt)
- 2006–2008 – Jericho (TV-serie) (5 avsnitt)
- 2006 – The Darwin Awards
- 2008 – Leverage (TV-serie) (1 avsnitt)
- 2009 – Criminal Minds (TV-serie) (3 avsnitt)
- 2010 – 24 (TV-serie) (2 avsnitt)
- 2010 – CSI: New York (TV-serie) (1 avsnitt)
- 2010 – The Event (TV-serie) (6 avsnitt)
- 2011 – Castle (TV-serie) (1 avsnitt)
- 2011 – Hawaii Five-0 (TV-serie) (1 avsnitt)
- 2011 – The Closer (TV-serie) (1 avsnitt)
- 2012 – Atlas Shrugged: Part II
- 2012–2016 – Major Crimes (TV-serie) (4 avsnitt)
- 2012 – Taken 2
- 2012–2013 – The Legend of Korra (TV-serie) (röstroll, 4 avsnitt)
- 2013–2014 – Two and a Half Men (TV-serie) (10 avsnitt)
- 2014 – Phineas & Ferb (TV-serie) (röstroll, 1 avsnitt)
- 2015 – The Night Shift (TV-serie) (1 avsnitt)
- 2018 – S.W.A.T. (TV-serie) (1 avsnitt)
- 2020 – Empire (TV-serie) (1 avsnitt)